# Aknalij
Aknalij ou Aknalich (en arménien Ակնալիճ) est une communauté rurale du marz d'Armavir, en Arménie. Elle compte 3 310 habitants en 2009.
Aknalij est traversée par la M5.